# Coupe baltique de futsal 2010
Navigation
Édition précédente 2013
La Coupe baltique de futsal 2010 est la seconde édition de la Coupe baltique de futsal qui a lieu en Lettonie dans les villes d'Ogre est de Riga, un tournoi international de football pour les États des Pays baltes affiliées à la FIFA organisée par l'UEFA.

Estonie au nord, au centre Lituanie et Lettonie au sud.

## Classements et résultats
| Équipe   | J | V | N | D | BM | BE | DB | Pts |
| -------- | - | - | - | - | -- | -- | -- | --- |
| Lettonie | 2 | 2 | 0 | 0 | 9  | 3  | +6 | 6   |
| Lituanie | 2 | 1 | 0 | 1 | 6  | 4  | +2 | 3   |
| Estonie  | 2 | 0 | 0 | 2 | 2  | 10 | -8 | 0   |

| 13 décembre 2010 | Lettonie  | 6 - 1 | Estonie | Ogres sporta hall, Ogre, Lettonie |  |
|                  |           |       |         |                                   |  |
|                  | (Rapport) |       |         |                                   |  |

| 14 décembre 2010 | Lituanie  | 4 - 1 | Estonie | Riga, Lettonie |  |
|                  |           |       |         |                |  |
|                  | (Rapport) |       |         |                |  |

| 15 décembre 2010 | Lettonie  | 3 - 2 | Lituanie | Riga, Lettonie |  |
|                  |           |       |          |                |  |
|                  | (Rapport) |       |          |                |  |